# Свадба (роман)
Свадба је роман југословенског књижевника Михаила Лалића објављен 1950. у издању београдске издавачке куће Просвета. То је Лалићев први роман и са њим је започео низ романа о народноослободилачкој борби партизана на простору Црне Горе. Обликован је у виду заокружене епизоде из живота партизана Тадије Чемеркића, која започиње његовим хапшењем и довођењем у колашински затвор пролећа 1943. Иако је тематски везан за Други светски рат, Лалићев приповедни фокус мање лежи на приказу сукоба партизана и окупатора, а више на приповедању о братоубилачком сукобу између партизана и четника. Сам наслов Свадба је симболичан и у пренесеном смислу означава комунистичку револуцију, то јест, венчање комунисте са слободом.
Лалић је у Свадби зачео неколико мотива и тема које ће развијати даље кроз свој стваралачки опус попут: индивидуалне слободе, огољавање човекове природе у рату и људске потребе за ближњим. Према пишчевим речима овај роман на плану композиције садржи сва његова дела у маломе: затвор као дату ситуацију, ослобађање као циљ и процес између тога. Тематска окосница, схватање историје и карактеризација јунака чврсто су повезани са фолклорним обичајима, епским народним песмама и Горским вијенцом Петра Петровића Његоша. На основу романа снимљени су телевизијски филм из 1959. и истоимени филм из 1973.

## Заплет романа
Роман је исприповедан у трећем лицу. У њему је исприповедана заокружена епизода из живота партизана Тадије Чемеркића: његово довођење у колашински затвор, којим су, пролећа 1943, управљали четници, његов боравак у затвору са четиристо других робијаша и, на крају, бекство из колоне затвореника, које су четници предавали фашистима на стрељање.

## Објашњење наслова
У роману постоји неколико паралела између мотива у заплету и фолклорних обичаја, од којих је најважнија паралела са свадбом. Обред свадбе се упоређује са комунистичком револуцијом. Како Тадија Чемеркић саопштава: „...ја кажем да је црвени барјак пролетера у неку руку сватовски барјак: пошли су људи у борбу да освоје и привјенчају народу најљепшу љепотицу на земљи, правду и слободу заједно”.
Ипак, паралела по сличности између револуције, како се она приказује у роману, и свадбе, као народног обичаја, не исцрпљује се тумачењем Тадије Чемеркића. Пошто се у роману не приказује отимање нити довођење „невесте”, већ заточење и испаштање „отмичара”, који се у последњем тренутку, и то не сви, спашавају од смрти бежећи у шуму, да би се тек тамо ухватили у сватовско коло, паралела по сличности у роману није директна већ посредна. Сватовски је једино крај романа пошто се на крају држе здравице, певају песме, наздравља и пије, а младићи припремају пушке да би у свитање ступили у нове борбе. Како истиче Александар Петров: „Поступком паралеле по сличности, догађајима који се описују придало се симболично значење: они се повезују с народном традицијом и представљају се као један од његових прадавних обичаја”.

## Филмске адаптације
Свадба је два пута екранизована. Први пут је адаптирана у телевизијски филм Свадба из 1959, док је други пут екранизована у далеко познатији истоимени филм из 1973. Филм је режирао Радомир Шарановић. а Тадију Чемеркића је тумачио Драгомир Бојанић Гидра, који је за своју изведбу награђен Златном ареном на Филмском фестивалу у Пули.